# نيكي شوري

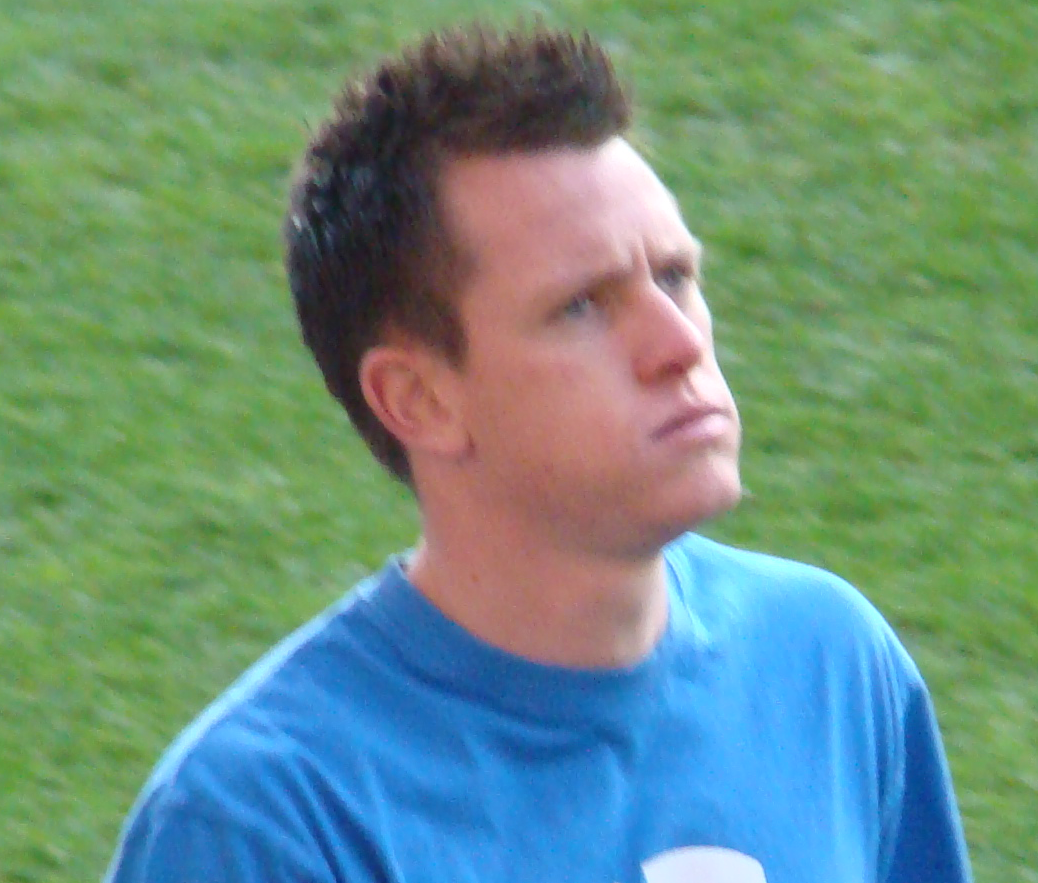
نيكي شوري

نيكولاس شوري (بالإنجليزية: Nicky Shorey)‏، من مواليد 19 فبراير 1981 في رامفورد في إنجلترا، لاعب كرة قدم إنجليزي.
بدأ مسيرته الكروية مع نادي ليتون أورينت في عام 1999، ولعب معهم حتى عام 2001، وشارك معهم في 15 مباراة، ومنذ عام 2001 وهو يلعب مع نادي ريدينغ.
و قد بدأ باللعب مع منتخب إنجلترا لكرة القدم في عام 2007.

## مسيرته الكروية
لعب نيكي شوري خلال مسيرته الاحترافية مع 10 أندية في واحد وعشرون موسمًا وسجل خلالها 12 هدفًا ضمن 478 مباراة. ولم يفز بأي موسم بالكأس أو بالدوري.
خاض نيكي شوري مسيرته مع نادي ليتون أورينت في موسم 1999–00 ولمدة موسمين، مشاركًا في 15 مباراة ولم يسجل أي هدف. ثم انتقل إلى نادي ريدنغ في موسم 2001–02 في المرة الأولى ليلعب معه سبعة مواسم ثم في موسم 2012–13 لمدة موسم واحد، حيث شارك طوالها في 284 مباراة سجل خلالها 12 هدفًا. لينتقل بعدها إلى نادي أستون فيلا في موسم 2008–09 ولمدة موسمين، مشاركًا في 24 مباراة ولم يسجل أي هدف. ثم انتقل إلى نادي فولهام في موسم 2009–10 لمدة موسم واحد، مشاركًا في 9 مباريات ولم يسجل أي هدف أيضًا. هذا وانتقل لاحقًا إلى نادي وست بروميتش ألبيون في موسم 2010–11 ولمدة موسمين، مشاركًا في 53 مباراة ولم يسجل أي هدف أيضًا. ثم انتقل بعدها إلى نادي بورتسموث في موسم 2013–14 ولمدة موسمين، مشاركًا في 41 مباراة ولم يسجل أي هدف أيضًا. ليعود وينتقل من جديد، لكن هذه المرة إلى نادي مدينة بونه لكرة القدم ما بين عامي 2015 و2016 لمدة موسم واحد، مشاركًا في 14 مباراة ولم يسجل أي هدف أيضًا. لينتقل بعدها إلى نادي كولتشستر يونايتد في موسم 2015–16 لمدة موسم واحد، مشاركًا في 15 مباراة ولم يسجل أي هدف أيضًا.

## روابط خارجية
- نيكي شوري على موقع قاعدة بيانات كرة القدم.إي يو (الإنجليزية)
- نيكي شوري على موقع ناشيونال فوتبول تيمز (الإنجليزية)
- نيكي شوري على موقع Soccerbase.com (لاعب) (الإنجليزية)
- نيكي شوري على موقع Soccerway.com (الإنجليزية)
- نيكي شوري على موقع عالم كرة القدم.نت (الإنجليزية)
- نيكي شوري على موقع كووورة
- نيكي شوري على موقع AS.com (الإسبانية)